# Zagość, Tỉnh West Pomeranian
Zagość [ˈzaɡɔɕt͡ɕ] (tiếng Đức: Krug) là một khu định cư ở khu hành chính của Gmina Kobylanka, thuộc hạt Stargard, West Pomeranian Voivodeship, ở phía tây bắc Ba Lan.
Khu định cư có dân số 14 người.